# Guasayán megye
Guasayán egy megye Argentína északi részén, Santiago del Estero tartományban. Székhelye San Pedro de Guasayán.

## Népesség
A megye népessége a közelmúltban a következőképpen változott:
| Év   | Lakosság |
| ---- | -------- |
| 2001 | 7356     |
| 2010 | 7602     |